# Chlorophytum chinense
Chlorophytum chinense är en sparrisväxtart som beskrevs av Louis Édouard Bureau och Adrien René Franchet. Chlorophytum chinense ingår i släktet ampelliljor, och familjen sparrisväxter. Inga underarter finns listade i Catalogue of Life.